# Estação Madera
A Estação Madera é uma das estações do Metrô de Medellín, situada em Bello, entre a Estação Bello e a Estação Acevedo. Administrada pela Empresa de Transporte Masivo del Valle de Aburrá Limitada (ETMVA), faz parte da Linha A.
Foi inaugurada em 30 de novembro de 1995. Localizada no cruzamento da Autopista Regional com a Rua 27B, a estação situa-se em uma das margens do Rio Medellín. Atende o bairro Madera, situado na comuna de La Madera.

## Localização
A estação localiza-se ao sul do município de Bello, a segunda cidade em população depois de Medellín dentro da Região Metropolitana do Vale do Aburrá. Trata-se de um ponto de acesso aos bairros do sul de Bello e do norte de Medellín, pois está localizada muito próxima da fronteira entre as duas cidades.